# Código deontológico
Un código deontológico es un documento que incluye un conjunto más o menos amplio de criterios, apoyados en la deontología con normas y valores   que formulan y asumen quienes llevan a cabo correctamente una actividad profesional. Los códigos deontológicos se ocupan de los aspectos éticos del ejercicio de la profesión que regulan. Estos códigos cada vez son más frecuentes en otras actividades.
No se debe confundir la deontología con los códigos deontológicos. La deontología tiene un carácter más amplio, y puede incluir normas que no figuren en ningún código particular. El código deontológico es la aplicación de la deontología a un campo concreto.

## Características
Los códigos deontológicos son mecanismos de autorregulación en el ámbito de la comunicación social, la psicología, la medicina, entre otras profesiones, pero no son el único instrumento: libros de estilo, estatutos de redacción, convenios, etc. todos contribuyen a que una comunidad profesional fije sus propios límites, en muchos países esta regulación es a través de colegios profesionales.
Toda comunidad profesional trata de mantener determinados niveles de exigencia, de competencia y de calidad en el trabajo. Por ello, controla y supervisa, de alguna manera, la integración de nuevos miembros y el adecuado ejercicio de las tareas propias de su profesión. En este sentido, algunas profesiones elaboran códigos profesionales donde se especifican consideraciones morales acerca de aspectos complejos de la vida profesional y donde, generalmente, se contemplan sanciones para el supuesto caso de que alguien viole abiertamente el espíritu de dicho código deontológico. Por supuesto, los códigos deontológicos no siempre se cumplen, y aunque se respeten, no queda muy claro quién está encargado de velar por su cumplimiento ni cuáles son las sanciones para quienes los vulneren, ni quién debe imponerlas. Para mantener el cumplimiento del código deontológico de las distintas profesiones es habitual la creación de un colegio profesional. Las normas dictadas en el código deontológico son previamente pactadas y aprobadas de manera común y unánime por todos los miembros de la profesión para la que se elaboran. Son, por tanto, pautas de conducta a seguir cuyo objetivo es realizar un determinado trabajo de forma correcta, adecuada y eficiente.

## El código deontológico periodístico
De la variedad de códigos de ética periodísticos, es posible formular una normativa que sintetice lo fundamental de estos principios éticos:
1. Informar de manera veraz, exacta, amplia y oportuna.
2. Investigar e interpretar y opinar desde el interés público (del pueblo, de la sociedad civil, de los ciudadanos, del bien común de la sociedad).
3. Difundir, exigir y defender de manera proactiva los derechos y deberes personales y colectivos.
4. Fiscalizar con independencia a los poderes del Estado, del mercado y de la sociedad civil.

Esta síntesis de la ética profesional del periodista, aparentemente tan sencilla de comprender, remite a temas epistemológicos relacionados con las nociones de «verdad» y «objetividad», así como de «información» y de «valor periodístico», exigiendo una reflexión en torno a ellas que no se puede eludir si se quiere precisar a qué se está refiriendo esta regla. Ningún periodista puede adquirir un compromiso ético al respecto en forma seria, sin reflexionar sobre el preciso significado de dichos conceptos, de hecho se trata de algo imprescindible para estos profesionales.
El mundo de hoy somete a los profesionales a grandes retos, como la inmigración y el racismo, catástrofes y tragedias humanitarias, conflictos armados, violencia de género, etc., y es en estos temas donde el periodista debe estar especialmente atento a las recomendaciones vertidas en los códigos deontológicos.

## El código deontológico informático
Se define como un conjunto de principios y normas diseñados para guiar la conducta ética de todos los profesionales del sector, asegurando que todas las acciones contribuyan al bienestar colectivo y al uso adecuado de la tecnología. En este contexto, es importante destacar los 10 mandamientos de la ética informática, creados en 1992, que ofrecen principios globales dirigidos al público en general.  Al combinar ambos, se subraya la importancia de un compromiso ético tanto en el ámbito personal como profesional, asegurando que las tecnologías sean desarrolladas y utilizadas de manera ética y responsable.
A continuación, se describen algunos de estos principios, los cuales abarcan diversas áreas como la veracidad de los datos, la responsabilidad profesional, el compromiso con el medio ambiente, la ciberseguridad, entre otros:
1. Ser consciente de la importancia que pueden tener sus actuaciones y decisiones, responsabilizándose de ellas en la forma y modo que puedan ser ética y técnicamente válidas.
2. Asegurar que el bien público sea la preocupación central.
3. No usará los recursos o información privilegiada puestos a su alcance para beneficio propio o de terceros.
4. Ser honesto y confiable.
5. No usará los conocimientos para comprometer la ciberseguridad de una persona, empresa o entidad.
6. Velar por la veracidad de sus trabajos, opiniones, juicios o dictámenes.
7. Aceptar y proporcionar una revisión profesional adecuada.
8. No podrá hacer publicidad falsa o engañosa de su capacidad, conocimientos o experiencia.
9. Aportar sus conocimientos y logros en beneficio de la Sociedad y la profesión.
10. Fomentar la conciencia ciudadana sobre la informática, las tecnologías relacionadas y sus consecuencias.
11. Asegurar una buena gestión de cualquier proyecto en el que trabaje, incluyendo el uso de procedimientos efectivos para la promoción de la calidad y la reducción de riesgos.
12. Reclutar a los profesionales mejor cualificados entre los candidatos existentes teniendo en cuenta sólo criterios de capacitación y experiencia veraz.
13. Respetar la privacidad usando datos personales únicamente con fines legítimos, sin violar los derechos de individuos y grupos.
14. Respeto a la naturaleza y el medio ambiente.

Estos códigos se constituyen en normativas clave para el desempeño profesional, tutelados por órganos públicos y privados como los colegios profesionales, quienes tienen la responsabilidad social de la prestación de servicios profesionales. Los códigos de ética y las normas para los Informáticos, fueron creados para que dichos profesionales las puedan poner en práctica en su quehacer cotidiano.